# Lechowo (gromada)
Lechowo – dawna gromada, czyli najmniejsza jednostka podziału terytorialnego Polskiej Rzeczypospolitej Ludowej w latach 1954–1972.
Gromady, z gromadzkimi radami narodowymi (GRN) jako organami władzy najniższego stopnia na wsi, funkcjonowały od reformy reorganizującej administrację wiejską przeprowadzonej jesienią 1954 do momentu ich zniesienia z dniem 1 stycznia 1973, tym samym wypierając organizację gminną w latach 1954–1972.
Gromadę Lechowo z siedzibą GRN w Lechowie utworzono – jako jedną z 8759 gromad na obszarze Polski – w powiecie braniewskim w woj. olsztyńskim na mocy uchwały nr 11 WRN w Olsztynie z dnia 4 października 1954. W skład jednostki weszły obszary dotychczasowych gromad Lechowo, Niedbałki i Radziejewo oraz miejscowość Jesionowo z dotychczasowej gromady Miłkowo ze zniesionej gminy Lechowo w tymże powiecie. Dla gromady ustalono 9 członków gromadzkiej rady narodowej.
1 stycznia 1960 do gromady Lechowo włączono obszar zniesionej gromady Mingajny w tymże powiecie.
31 grudnia 1961 z gromady Lechowo wyłączono wsie Kaszuny i Miejska Wola, osadę Grabnik oraz leśniczówkę Krasny Dwór, włączając je do gromady Runowo w powiecie lidzbarskim w tymże województwie.
31 grudnia 1967 do gromady Lechowo włączono dwie części obszaru PGR Mingajny (258 ha + 31 ha) oraz część obszaru PGL nadleśnictwo Orneta (42 ha) z gromady Orneta w tymże powiecie.
Gromada przetrwała do końca 1972 roku, czyli do kolejnej reformy gminnej.